# Лефевр, Жан
 Жан Лефе́вр (фр. Jean Lefebvre), полное имя Жан Марсе́ль Лефе́вр,  Jean Marcel Lefebvre); 3 октября 1919 или 1922, Валансьен, Франция — 9 июля 2004, Марракеш, Марокко) — французский комедийный актёр.
Известен по роли Люсьена Фугаса в серии фильмов о «Жандармах».

## Биография
Жан Лефевр родился 3 октября 1919 года (по другим данным в 1922 года) в городе Валансьен, департамента Нор — Па-де-Кале.
Во время профессионального обучения медицине он начинает заниматься пением и еще до начала Второй мировой войны увлекается театром.
После окончания войны Жан посещает курсы театральных лекций Рене Симона, где его соучениками были Жаклин Майян (фр. Jacqueline Maillan) и Пьер Монди (фр. Pierre Mondy).
Он выступает на подмостках парижских кабаре со скетчами, общаясь в то время с такими комиками как Дарри Коул (фр. Darry Cowl) и Жан Ришар (фр. Jean Richard). Его излюбленный персонаж — это пьяный простак.
Именно в ресторане он встретил Робера Дери (фр. Robert Dhéry) — французского актёра и режиссёра, основателя театрально-музыкально-комической труппы «Branquignols», и в дальнейшем стал её членом.
Его театральная карьера началась со спектакля «Виноградники господина» (фр. Les Vignes du seigneur), затем он играл в Нью-Йорке в спектакле «Перо моей тёти» (фр. La plume de ma tante) Робера Дери.
Последние годы его жизни были посвящены бульварному театру.
В кино снимался с актёрами Луи де Фюнесом, Мишелем Галабрю, Жаном Габеном, Лино Вентура, Бернаром Блие, Жаном-Полем Бельмондо, Бурвилем у таких режиссёров как: Жан Жиро, Эдуар Молинаро, Жорж Лотнер, Ив Робер, Роже Вадим, Коста-Гаврас
Жан Лефевр снялся более чем в 100 фильмах.

## Фильмография (неполная)
- 1954 — Дьяволицы / Les Diaboliques
- 1955 — Газолин / Gas-oil
- 1955 — Лучшие годы / La meilleure part
- 1956 — Ох, уж эта девчонка! / Cette sacrée gamine
- 1956 — Человек и ребёнок / L’Homme et l’Enfant
- 1956 — И Бог создал женщину / Et Dieu Crea La Femme
- 1956 — Владелица Ливанского замка / La Châtelaine du Liban
- 1957 — Друг семьи / L’Ami de la famille
- 1957 — Берегитесь, девочки! / Méfiez-vous fillettes
- 1957 — Полька для рук / La Polka des menottes
- 1957 — Когда вмешивается женщина / Quand la femme s’en mêle
- 1958 — Спиной к стене / Le Dos au mur
- 1958 — Бигорн, капрал Франции / La Bigorne, caporal de France
- 1958 — Девушка из Гамбурга / La Fille de Hambourg
- 1958 — Странное воскресенье / Un drôle de dimanche
- 1961 — Прекрасная американка / La Belle Américaine
- 1962 — Вендетта / La Vendetta
- 1962 — Счастливчики / Les Veinards
- 1962 — Лунный свет в Мобеже / Un clair de lune à Maubeuge
- 1962 — Джентльмен из Эпсома / Le Gentleman d’Epsom
- 1962 — Враги / Les Ennemis
- 1962 — Отдых воина / Le repos du guerrier
- 1963 — Взорвите банк / Faites sauter la banque!
- 1963 — Мороз по коже / Chair de poule
- 1963 — Большие дороги / Les Grands chemins
- 1963 — Дядюшки-гангстеры / Les Tontons flingueurs
- 1963 — Бебер и Омнибус / Bébert et l’Omnibus
- 1964 — Жандарм из Сен-Тропе / Le Gendarme De Saint-Tropez
- 1964 — Мышь среди мужчин / Un drôle de caïd
- 1964 — Расслабься, дорогая / Relaxe-toi, chérie
- 1964 — Месье / Monsieur
- 1964 — Вперёд, Франция! / Allez France!
- 1964 — Гориллы / Les Gorilles
- 1965 — Убийцы в спальных вагонах / Compartiment tueurs
- 1965 — Приятели / Les Copains
- 1965 — Когда пролетают фазаны / Quand passent les faisans
- 1965 — Жандарм в Нью-Йорке / Le Gendarme A New York
- 1965 — Семнадцатое небо / Le Dix-septième ciel
- 1965 — Благоприятный случай / La bonne occase
- 1965 — Кутилы / Les Bons vivants
- 1965 — Украли Джоконду / On a volé la Joconde
- 1966 — Лёгкий курок / Du mou dans la gâchette
- 1966 — Анжелика и король / Angélique et le roy
- 1966 — Не будем ссориться / Ne nous fâchons pas
- 1966 — Три беспризорных ребёнка / Trois enfants dans le désordre
- 1967 — Идиот в Париже / Un idiot à Paris
- 1967 — Безумец из лаборатории / Le Fou du labo 4
- 1968 — Странный полковник / Un drôle de colonel
- 1968 — Жандарм женится / Le Gendarme se marie
- 1970 — Жандарм на прогулке / Le Gendarme En Balade
- 1970 — Синяя борода / Barbe-Bleue
- 1972 — Остров сокровищ / L'Île au trésor
- 1973 — Чемодан / La Valise
- 1973 — Несколько слишком спокойных господ / Quelques messieurs trop tranquilles
- 1973 — У меня есть моя поездка! / Quand c’est parti, c’est parti
- 1973 — Таинственный остров / L'Île mystérieuse
- 1973 — Великолепный / le Magnifique
- 1973 — Куда же делась седьмая рота? / Mais où est donc passée la septième compagnie ?
- 1974 — Безумная кровать / Le Plumard en folie
- 1974 — Невозможно…не французское слово / Impossible… pas français
- 1975 — Не надо молчать потому, что нечего сказать / C’est pas parce qu’on a rien à dire qu’il faut fermer sa gueule
- 1975 — Никаких проблем! / Pas de problème!
- 1975 — Мы нашли седьмую роту / On a retrouvé la septième compagnie
- 1976 — Ситуация сложна, но не безнадёжна / La situation est grave… mais pas désespérée
- 1976 — День славы / Le Jour de gloire
- 1976 — Посыльный из Максима / Le Chasseur de chez Maxim’s
- 1977 — Седьмая рота при свете луны / La Septième Compagnie au clair de lune
- 1978 — Фредди / Freddy
- 1978 — Они спятили, эти колдуны / Ils sont fous ces sorciers
- 1982 — Мы не из таверны вышли / On n’est pas sorti de l’auberge
- 1985 — Бестактный человек / Le Gaffeur